# LOVE is No.1
「LOVE is No.1」（ラブ・イズ・ナンバー・ワン）は、1997年5月16日発売の甲斐よしひろ12thシングル。

## 概要
オリジナル・アルバム『PARTNER』の先行シングルで、MBS・TBS系『世界ウルルン滞在記』エンディングテーマに使用された。

## 収録曲
- 全作詞・作曲：甲斐よしひろ

1. LOVE is No.1
2. LOVE is What?（LOVE is No.1 REPRISE）
3. LOVE is Instrumental